# 라이스너-노르드스트룀 계량
라이스너-노르드스트룀 계량(영어: Reissner–Nordström metric, RN)은 구면대칭 전하에 대한 아인슈타인 방정식의 해다.

## 정의
편의상 {\displaystyle c=1}로 놓자. 라이스너-노르드스트룀 계량은 다음과 같다.
{\displaystyle ds^{2}=-\left(1-{\frac {2GM}{r}}+{\frac {GQ^{2}}{4\pi \epsilon _{0}r^{2}}}\right)dt^{2}+\left(1-{\frac {2GM}{r}}+{\frac {GQ^{2}}{4\pi \epsilon _{0}r^{2}}}\right)^{-1}dr^{2}+r^{2}d\Omega ^{2}}
{\displaystyle A_{t}={\frac {Q}{4\pi \epsilon _{0}r}}}
여기서
{\displaystyle d\Omega ^{2}=d\theta ^{2}+\sin ^{2}\theta \,d\phi ^{2}}
이고, {\displaystyle M}은 블랙홀의 질량, {\displaystyle Q}는 블랙홀의 전하이다. 전하가 0일 경우 RN 계량은 슈바르츠실트 계량이 된다.

## 성질
RN 계량에서는 두 개의 지평선이 존재한다. 좌표로 쓰면
{\displaystyle r_{\pm }=GM\pm {\sqrt {G^{2}M^{2}-GQ^{2}/4\pi \epsilon _{0}}}}
이다. 겉의 것은 사건 지평선이고, 안의 것은 코시 지평선이다. 전하가
{\displaystyle |Q|={\sqrt {4\pi \epsilon _{0}G}}M}
일 때, 두 개의 지평선은 겹친다. 이 경우를 극대 블랙홀이라 한다. 이는
{\displaystyle |Q|/M={\sqrt {4\pi \epsilon _{0}G}}=24.3\;\mathrm {pC/kg} =152\,e/\mathrm {mg} }
일 경우이다.
{\displaystyle |Q|>{\sqrt {4\pi \epsilon _{0}G}}M}이면 시공간에 벌거숭이 특이점이 발생한다. 로저 펜로즈의 우주 검열 가설에 따르면, 이러한 블랙홀은 자연계에 존재하지 않는 것으로 여겨진다.

## 고차원 라이스너-노르드스트룀 계량
편의상 {\displaystyle 1=c=\epsilon _{0}=8\pi G}로 놓자.
임의의 {\displaystyle d>3}차원의 민코프스키 공간 속에서 라이스너-노르드스트룀 계량이 존재한다. 그 계량은 다음과 같다.:265
{\displaystyle ds^{2}=-H(r)^{-2}W(r)dt^{2}+H^{2/(d-3)}\left(W(r)^{-1}dr^{2}+r^{2}d\Omega _{(d-2)}^{2}\right)}
{\displaystyle A_{0}(r)=\alpha (H^{-1}(r)-1)}
{\displaystyle H(r)=1-{\frac {\omega }{\left(1-{\frac {d-3}{2(d-2)\alpha ^{2}}}\right)r^{d-3}}}}
{\displaystyle W(r)=1-\omega /r^{d-3}}
여기서 상수 {\displaystyle h}, {\displaystyle \alpha }, {\displaystyle \omega }는 블랙홀의 질량 {\displaystyle M} 및 전하 {\displaystyle Q}와 다음과 같은 관계를 갖는다.
{\displaystyle \alpha ={\frac {1}{(d-3)\operatorname {vol} (S^{d-2})}}{\frac {Q}{(d-2)\operatorname {vol} (S^{d-2})M+\omega /2}}}
{\displaystyle \omega ={\frac {1}{(d-2)\operatorname {vol} (S^{d-2})}}{\sqrt {M^{2}-{\frac {d-2}{d-3}}Q^{2}}}}
여기서
{\displaystyle \operatorname {vol} (S^{d-2})={\frac {(d+1)\pi ^{(d+1)/2}}{\Gamma ((d+3)/2)}}}
은 {\displaystyle d-2}차원 단위 초구의 넓이다.
고차원 라이스터-노르드스트룀 해의 사건 지평선은
{\displaystyle r={\sqrt[{d-3}]{\omega }}}
에 위치한다. 벌거숭이 특이점이 아닐 조건은 다음과 같다.:(8.228)
{\displaystyle |Q|/M\leq {\sqrt {8\pi G\epsilon _{0}\cdot {\frac {d-3}{d-2}}}}}

## 역사
슈바르츠실트 계량이 발견된 직후에 독일의 항공우주공학자 한스 야코프 라이스너(독일어: Hans Jacob Reissner)와 핀란드의 물리학자 군나르 노르드스트룀, 독일의 수학자 헤르만 바일, 영국의 수리물리학자 조지 바커 제프리가 각각 독립적으로 발견하였다.

## 같이 보기
- 일반 상대성 이론
- 아인슈타인 방정식
- 슈바르츠실트 블랙홀
- 슈바르츠실트 계량
- 플라스마 가림효과